# SL Benfica de Macau
SL Benfica de Macau (celým názvem: Casa do Sport Lisboa e Benfica em Macau; čínsky znaky tradiční 澳門賓菲加體育會) je čínský fotbalový klub, který sídlí ve zvláštní správní oblasti Čínské lidové republiky Macao. Založen byl v roce 1951. Pojmenován byl podle portugalského klubu Sport Lisboa e Benfica, který s macajským jmenovcem spolupracuje. Jedná se o čtyřnásobného vítěze macajské nejvyšší fotbalové soutěže. Klubové barvy jsou červená a bílá. Od sezóny 2012 působí v macajské nejvyšší fotbalové soutěži.
Své domácí zápasy odehrává na Estádio Campo Desportivo s kapacitou 16 272 diváků.

## Získané trofeje
Zdroj: 
- Liga de Elite ( 7× )
  - 2014, 2015, 2016, 2017, 2018, 2020, 2024
- Taça de Macau ( 3× )
  - 2013, 2014, 2017

## Umístění v jednotlivých sezonách
Stručný přehled
Zdroj: 
- 2010: Campeonato da 3ª Divisão – sk. B
- 2011: Campeonato da 2ª Divisão
- 2012– : Liga de Elite

Jednotlivé ročníky
Zdroj: 
Legenda: Z - zápasy, V - výhry, R - remízy, P - porážky, VG - vstřelené góly, OG - obdržené góly, +/- - rozdíl skóre, B - body, červené podbarvení - sestup, zelené podbarvení - postup, fialové podbarvení - reorganizace, změna skupiny či soutěže
| Macao (2010 – ) |                                  |        |    |    |   |   |    |    |     |    |        |
| Sezóny          | Liga                             | Úroveň | Z  | V  | R | P | VG | OG | +/- | B  | Pozice |
| 2010            | Campeonato da 3ª Divisão – sk. B | 3      | 7  | 7  | 0 | 0 | 23 | 2  | +21 | 21 | 1.     |
| 2011            | Campeonato da 2ª Divisão         | 2      | 8  | 6  | 1 | 1 | 21 | 7  | +14 | 19 | 2.     |
| 2012            | Liga de Elite                    | 1      | 18 | 11 | 2 | 5 | 35 | 15 | +20 | 35 | 3.     |
| 2013            | Liga de Elite                    | 1      | 18 | 16 | 0 | 2 | 69 | 4  | +65 | 48 | 2.     |
| 2014            | Liga de Elite                    | 1      | 16 | 13 | 2 | 1 | 63 | 5  | +58 | 41 | 1.     |
| 2015            | Liga de Elite                    | 1      | 18 | 15 | 2 | 1 | 76 | 9  | +67 | 47 | 1.     |
| 2016            | Liga de Elite                    | 1      | 18 | 17 | 1 | 0 | 78 | 4  | +74 | 52 | 1.     |
| 2017            | Liga de Elite                    | 1      | 18 | 15 | 2 | 1 | 80 | 7  | +73 | 47 | 1.     |
| 2018            | Liga de Elite                    | 1      | 18 |    |   |   |    |    |     |    |        |

## Účast v asijských pohárech
Zdroj: 
| Ročník | Soutěž    | Kolo                | Klub                        | Doma | Venku | Celkem   |
| ------ | --------- | ------------------- | --------------------------- | ---- | ----- | -------- |
| 2016   | Pohár AFC | 1. předkolo – sk. B | FK Alga Biškek              | 0:2  | 0:2   | 3. místo |
| 2016   | Pohár AFC | 1. předkolo – sk. B | Sheikh Jamal Dhanmondi Club | 1:4  | 1:4   | 3. místo |
| 2017   | Pohár AFC | 1. předkolo – sk. A | Rovers FC                   | 4:2  | 4:2   | 2. místo |
| 2017   | Pohár AFC | 1. předkolo – sk. A | FK Dordoj Biškek            | 1:2  | 1:2   | 2. místo |